# Umarkhed
Umarkhed es una ciudad y  municipio situada en el distrito de Yavatmal en el estado de Maharashtra (India). Su población es de 47458 habitantes (2011). Se encuentra a  110 km de Yavatmal.

## Demografía
Según el censo de 2011 la población de Umarkhed era de 47458 habitantes, de los cuales 24268 eran hombres y 23190 eran mujeres. Umarkhed tiene una tasa media de alfabetización del 88,27%, superior a la media estatal del 82,34%: la alfabetización masculina es del 93,47%, y la alfabetización femenina del 82,88%.